# Barret de Napoleó

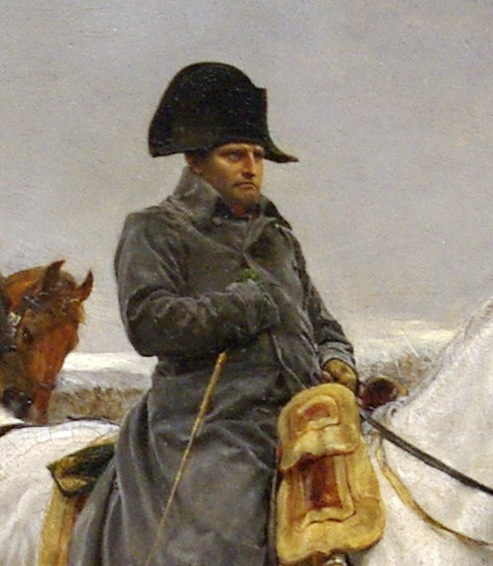
El "barret petit" de Napoleó representat per Ernest Meissonnier al seu quadre de 1814, La Campagne de France.

El barret de Napoleó, sobrenomenat el "barret petit", és el barret que portava Napoleó I, i s'ha convertit en un dels símbols que caracteritzen la seva silueta. Es tracta d'un barret de bicorn senzill de feltre negre o castor sense trena ni plomall amb una escarapel·la subjecta per una trena de seda negra, i el tocat del qual està folrat de setí. Durant la seva carrera militar, Napoleó Bonaparte va portar els distintius pentinats militars de les diferents divisions sota les quals va servir; va ser durant el Consolat que es va fer fer un barret que el distingia dels que cobrien els seus generals i mariscals.
Tots confeccionats pel barretaire Poupard, diversos barrets de Napoleó es conserven als museus napoleònics; el més antic, portat a Marengo, es troba al Museu de l'exèrcit de París.

## Història dels diferents barrets
Frédéric Masson indica que és difícil precisar l'evolució de les formes que van prendre els diferents barrets de Napoleó. L'any 1797, Napoleó portava un bicorn de general brodat amb un galó d'or amb una trena igualment daurada que suportava una cocarda d'"ala de papallona". El tocat està rematat amb un plomall de vuit plomes tricolors. Napoleó ja estava agafant en aquesta època el costum de portar el seu barret "en batalla”, els punts paral·lels a les espatlles i ja no “en columna", és a dir perpendiculars a les espatlles. La majoria dels gravats realitzats en aquesta època mostren que portava aquest barret. Diversos historiadors esmenten el fet que va tenir la idea de girar el barret al camp de batalla per ser més visible, i vinculen aquest tret característic amb la levita grisa, una altra indumentària reconeixible. Napoleó s'hauria acostumat a girar el seu barret cada cop més sistemàticament fins a fer-se'l fer a mida.

### El barret del Primer cònsol

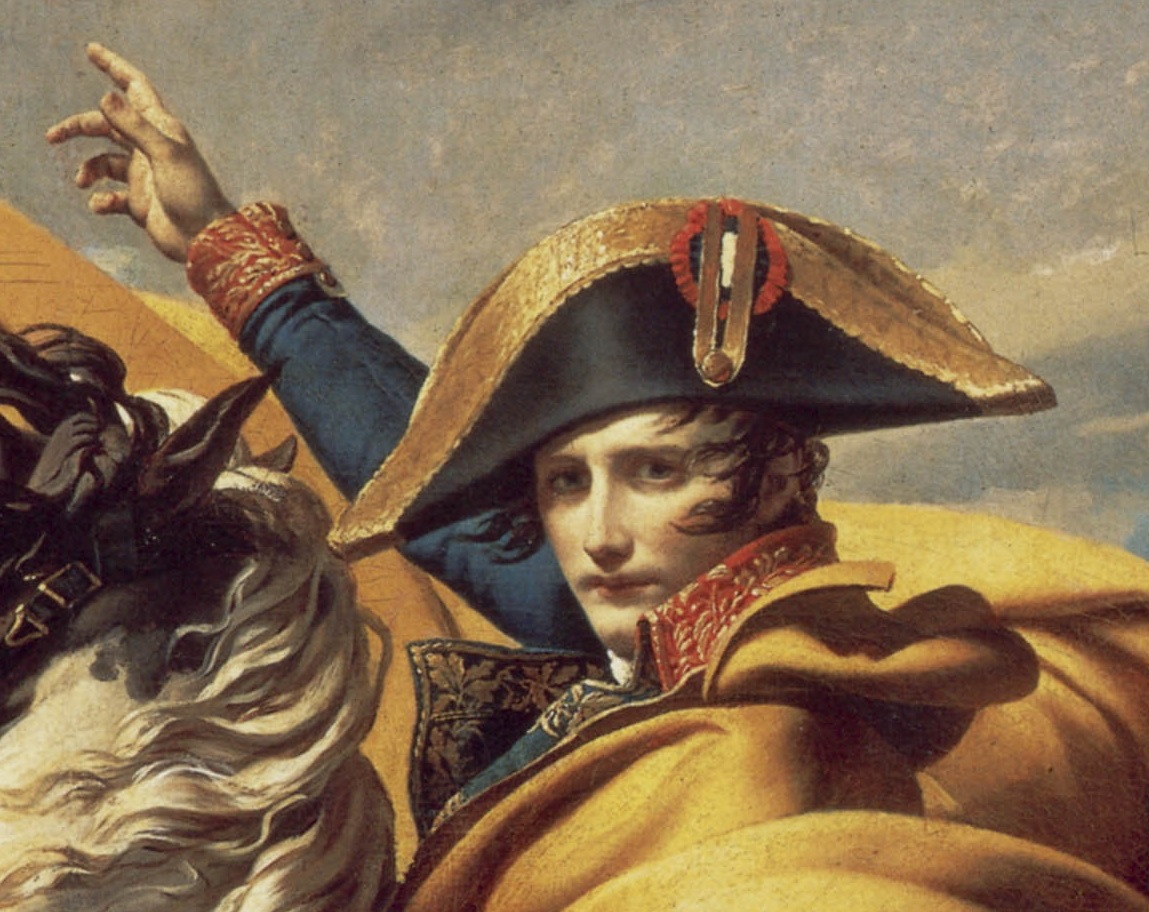
Bonaparte travessant el Gran Saint-Bernard, detall del barret, que David pintà a partir d'un exemplar portat per Napoleó a la batalla de Marengo.

La forma dels barrets que portava Napoleó durant el consolat difereix dels del general en cap. A la batalla de Marengo, portava un barret llarg i menys alt que el de les primeres campanyes italianes. Brodada amb una garlanda de fulles de roure, o un gran galó daurat, la cocarda rodona és més petita i ja no està rematada amb un plomall de plomes. Aquest model és el barret oficial portat durant el consolat. Després porta el barret de biaix. "a la Frederic II", una al·lusió a la manera com el monarca prussià portava el seu tricorni . Aquest tipus de barret és representat per David en el retrat a cavall de Bonaparte travessant el Gran Sant-Bernard . Per la realització del quadre, l'exemplar portat a la batalla de Marengo li havia estat cedit per Bonaparte a petició seva.
Un altre barret és portat fora de les cerimònies oficials, de forma senzilla sense brodats ni galons, el model del qual s'anomena "barret francès". És representat per primera vegada per Isabey en el seu dibuix Bonaparte a la Malmaison, Napoleó generalitzarà posteriorment el seu ús a partir de 1803. Se'n conserva un exemplar al Museu de l'exèrcit, les dimensions són 43 cm de llarg per 21 cm d'alçada, a la part inferior del barret podem llegir la inscripció del barretaire "Al temple del gust Poupart Md barretaire i galonaire, Palau de l'igualtat núm. 32 París".

### El "petit barret" de l'Emperador

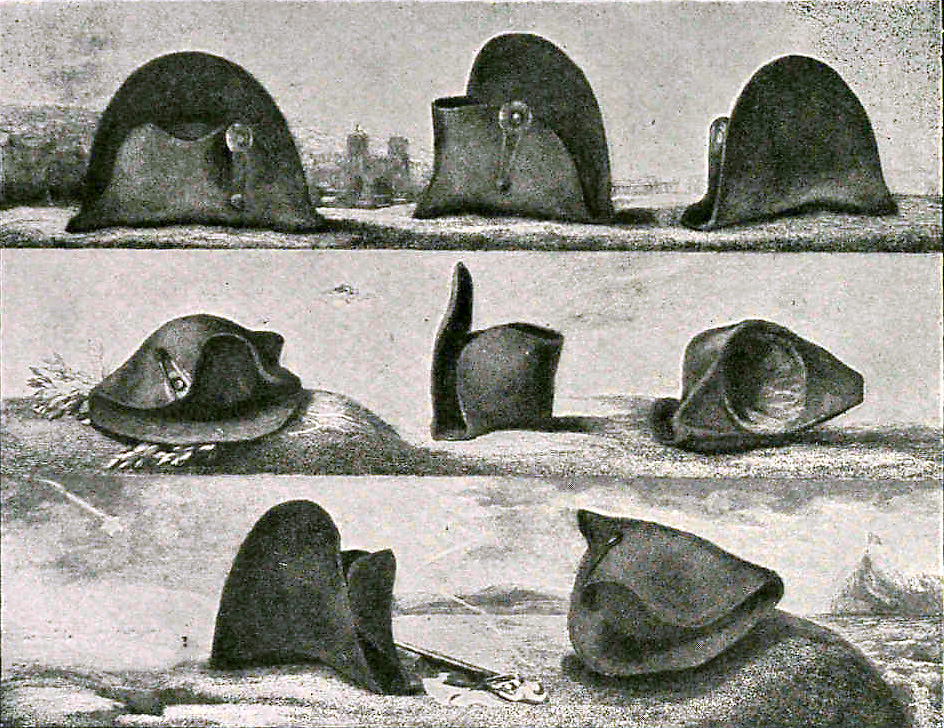
Charles de Steuben, Les vuit èpoques de Napoleó (gravat després de la pintura de 1826 del castell de Malmaison) Cada barret evoca un període de la vida de Napoleó de dalt a baix i d'esquerra a dreta: 1 Vendemiaire, 2 el Consolat, 3 l'Imperi, 4 Austerlitz, 5 Wagram, 6 Moscou, 7 Waterloo, 8 Sainte-Hélène.

Sota l'Imperi, Napoleó va adoptar definitivament el simple barret francès sense vora que esdevé, juntament amb la levita grisa, l'atribut emblemàtic de la seva silueta. Tot i que portava alternativament l'uniforme d'oficial dels granaders de peu, o el dels caçadors a cavall de la Guàrdia imperial, el seu barret no correspon a cap d'aquestes unitats que portaven el gorro de pell de cria d'os per als granaders i el colback, per als caçadors a cavall.

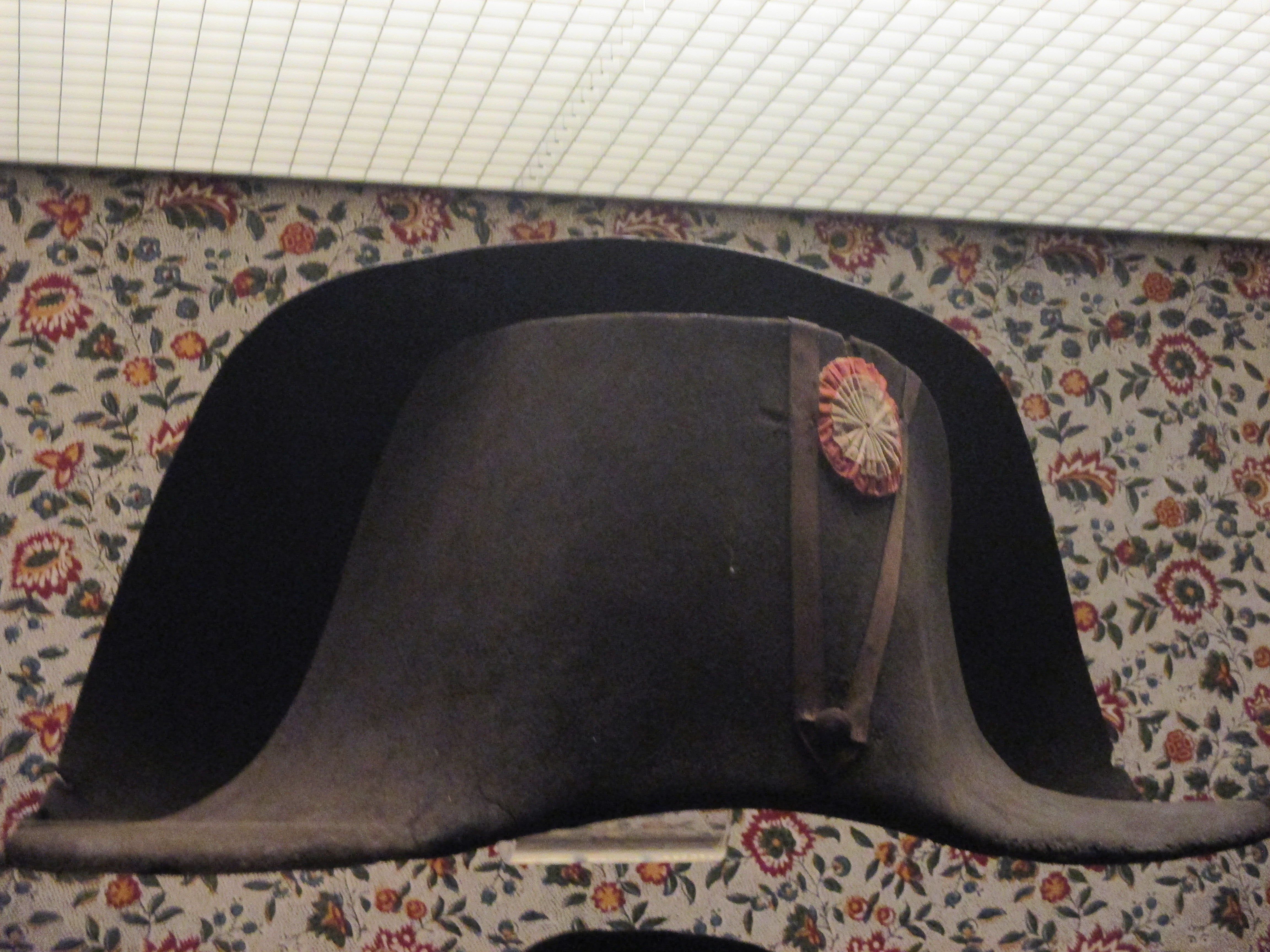
Exemplar d'un dels barrets que portava Napoleó, conservat al castell de Fontainebleau.

El preu del barret era inicialment de 48 francs, però Poupard el va fer augmentar fins a 60. Cada any el servei de vestuari de l'emperador en comprava quatre que havien de durar tres anys. Napoleó tenia el cap molt sensible i el barret va ser forçat abans que el dugués. La mida del barret variava de 44 a 47 centimètres de llargada i de 24 a 26 centimètres d'alçada. En total, portà una cinquantena de barrets, alguns dels quals es van perdre durant les batalles. Es va endur quatre barrets per al seu exili a Santa Helena.

## Relíquia
Els barrets de Napoleó s'han convertit en autèntiques relíquies. Entre 1800 i 1812, de 120 a 160 bicorns van ser lliurats a l'Emperador. Actualment, en queden una trentena que estan autentificats i alguns altres d'origen dubtós.
El 23 d'abril de 1969, la casa de xampany Moët & Chandon adquirí un barret per 140.000 francs en una subhasta. L'empresari Ben Weider n'adquirí un per una suma encara més elevada durant una venda a l'Hôtel Drouot de París el juny de 1975. Aquest últim, encara que d'origen més dubtós, s'exposa des del 2008 al Museu de Belles Arts de Mont-real. El 16 novembre de 2014, Kim Hong-Kuk, fundador i president del gegant agroalimentari Harim, va pagar 1,884 milions d'euros (amb despeses durant una subhasta a Fontainebleau) per recomprar un bicorn. El 19 de novembre de 2023, una persona anònima va guanyar una altra subhasta a Fontainebleau per 1,932 milions d'euros (amb despeses) per un altre bicorn datant de la meitat de l'Imperi.